# Stopplaats Hoevelaken
Hoevelaken (geografische afkorting Hvl) is een voormalige stopplaats aan de Centraalspoorweg tussen Utrecht en Zwolle. De stopplaats van Hoevelaken was geopend van 20 augustus 1863 tot een onbekende datum en lag tussen de huidige stations Nijkerk en Amersfoort Vathorst.
In 2012 werd een station Hoevelaken geopend aan een andere spoorlijn, de lijn tussen Amersfoort en Apeldoorn.